# Élettér (ökológia)
Az élettér (idegen szóval habitat) olyan ökológiai vagy környezeti terület, amelyen egy konkrét faj – állat, növény vagy egyéb organizmus – él. Az a természeti környezet, amelyben a faj él, vagy az a fizikai környezet, amely körülveszi a faj populációját.
Az élettér olyan tényezőkből áll, mint a talaj, a csapadék, a hőmérsékleti határok, fényviszonyok, az elérhető élelem, a jelen lévőragadozók. Az élettér nem feltétlenül egy földrajzi terület. Élősködők esetén ez a gazdaszervezet teste, vagy annak egy része, esetleg egy sejtje.
Az élettér – amely egy faj szemszögéből nézi a környezetet – nem keverendő az élőhellyel, amely egy biológiai közösség környezete.

## Fordítás
- Ez a szócikk részben vagy egészben  a   Habitat című angol Wikipédia-szócikk ezen változatának fordításán alapul.  Az eredeti cikk szerkesztőit annak laptörténete sorolja fel. Ez a jelzés csupán a megfogalmazás eredetét és a szerzői jogokat jelzi, nem szolgál a cikkben szereplő információk forrásmegjelöléseként.